# Adelaide de Löwenstein-Wertheim-Rosenberg
Prințesa Adelaide de Löwenstein-Wertheim-Rosenberg (3 aprilie 1831 – 16 decembrie 1909) a fost soția regelui Miguel I al Portugaliei dar numai după detronarea acestuia.

## Familie
Adelaide s-a născut la Kleinheubach, în apropiere de Miltenberg, Bavaria. A fost fiica lui Constantin, Prinț Ereditar de Löwenstein-Wertheim-Rosenberg (1802–1838), care a murit la șapte ani după nașterea ei, și a Prințesei Agnes de Hohenlohe-Langenburg.
Bunicii paterni au fost Karl Thomas, Prinț de Löwenstein-Wertheim-Rosenberg (1783–1849) și soția lui, Sophie de Windisch-Graetz. Bunicii materni au fost Charles Louis, Prinț de Hohenlohe-Langenburg și Amalia, Contesă de Solms-Baruth.

## Căsătorie
La 24 septembrie 1851, Adelaide s-a căsătorit cu Miguel I al Portugaliei. Mireasa avea 20 de ani iar mirele aproape 49.
Miguel a servit ca regent al Portugaliei pentru nepoata sa și s-a logodit cu Maria a II-a a Portugaliei, dar a confiscat tronul pentru el la 23 iunie 1828. El a fost un conservator pasionat și admirator al lui Klemens Wenzel von Metternich. A invalidat Carta Constituțională scrisă de fratele său, Pedro I al Braziliei, și a încercat să conducă în conformitate cu conceptul de monarhie absolută. Acest lucru a dus la războaie așa-numitele Liberale (1828-1834), de fapt un război civil prelungit între constituționaliști progresivi și absolutiști autoritari.
Războiul s-a sfârșit în 1834 cu detronarea lui Miguel care a renunțat la toate pretențiile sale asupra tronului Portugaliei în schimbul unui venit anual. A fost obligat să trăiască în exil. În timp ce el a rămas membru senior al liniei portugheze a Casei de Braganza, drepturile sale de succesiune nu au fost restaurate. La 15 ianuarie 1837, sprijinul său pentru Infantele Carlos, Conte de Molina, primul pretendent carlist la tronul spaniol, a dus la eliminarea drepturilor lui asupra tronului.
Soțul Adelaidei, Miguel, a murit la 14 noiembrie 1866 înainte ca cel mai mare copil să ajungă la maturitatea. Adelaide își va petrece următorii ani încercând să asigure căsătorii proeminente pentru copiii ei.
În 1895, la doi ani după căsătoria ultimei ei fiice, Adelhaid, o catolică devotată, s-a retras la mănăstirea Sainte-Cécile de Solesmes în nord-vestul Franței.
| Miguel și Adelaide, strămoși ai mai multor membri regali |
| --- |
| - 1. Adelheid, Prințesă zu Löwenstein-Wertheim-Rosenberg (1831-1909) ∞ Regele Miguel I al Portugaliei (1802-1866) - 2. Miguel, Duce de Braganza (1853-1927) ∞ Prințesa Maria Theresa de Löwenstein-Wertheim-Rosenberg (1870-1935) - 3. Duarte Nuno, Duce de Braganza (1907–1976) ∞ Francisca de Orléans-Braganza (1914–1968) - 4. Duarte Pio, Duce de Braganza (1945), Șef al Casei regale a Portugaliei ∞ Isabel de Castro Curvelo de Herédia (1966-) - 5. Afonso, Prinț de Beira (1996-) - 2. Infanta Maria Theresa a Portugaliei (1855–1944) oo Arhiducele Karl Ludwig de Austria (1833–1896) - 3. Arhiducesa Elisabeta Amalie de Austria (1878-1960)) ∞ Prințul Aloys de Liechtenstein (1869–1955) - 4. Franz Joseph al II-lea, Prinț de Liechtenstein (1906–1989) ∞ Contesa Georgina von Wilczek (1921–1989) - 5. Hans-Adam al II-lea, Prinț de Liechtenstein (1945-) ∞ Marie, Contesă Kinsky de Wchinitz și Tettau (1940-) - 6. Alois (1968-), Prinț Ereditar și Regent de Liechtenstein - 5. Prințul Nikolaus de Liechtenstein (1947-) ∞ Prințesa Margaretha de Luxemburg (1957-) - 6. Maria-Anunciata, Marie-Astrid & Josef-Emanuel de Liechtenstein, descendenți ai celor patru surori Bragance - 2. Infanta Maria Josepha a Portugaliei (1857-1943) ∞ Karl Theodor, Duce de Bavaria (1839-1909) - 3. Elisabeta, Ducesă de Bavaria (1876-1965) ∞ Albert I, rege al Belgiei (1875-1934) - 4. Leopold al III-lea, rege al Belgiei (1901-1983) ∞ Astrid a Suediei (1905-1935) - 5. Prințesa Joséphine Charlotte a Belgiei (1927-2005) - 5. Regele Albert II, rege al Belgiei (1934-) ∞ Paola dei principi Ruffo di Calabria (1937-) - 6. Prințul Philippe, Duce de Brabant (1960-) ∞ Mathilde d'Udekem d'Acoz (1973-) - 7. Prințesa Elisabeta a Belgiei (2001-) - 6. Astrid a Belgiei (1962-) - 4. Marie José a Belgiei (1906-2001) ∞ Regele Umberto al II-lea al Italiei (1904–1983) - 5. Vittorio Emanuele, Prinț de Neapole, Șeful Casei de Savoia, casa regală a Italiei - 6. Emanuele Filiberto, Prinț de Veneția și Piemont - 3. Ducesa Marie Gabrielle de Bavaria (1878–1912) ∞ Rupprecht, Prinț Moștenitor al Bavariei (1869–1955) - 4. Albrecht, Duce de Bavaria (1905–1996) ∞ Contesa Maria Draskovich de Trakostjan (1904–1969) - 5. Franz, Duce de Bavaria (1933-), Șeful Casei regale a Bavariei - 5. Prințul Max, Duce de Bavaria (1937-) ∞ Contesa Elisabeta Douglas (1940-) - 6. Sophie, Ducesă de Bavaria (1967-) ∞ Alois (1968-), Prinț Ereditar și Regent de Liechtenstein vezi mai sus - 2. Infanta Marie Anne a Portugaliei (1861–1942) ∞ Wilhelm al IV-lea, Mare Duce de Luxemburg (1852–1912) - 3. Charlotte, Mare Ducesă de Luxemburg (1896–1985) vezi mai jos - 2. Infanta Maria Antonia a Portugaliei (1862–1959) ∞ Robert I, Duce de Parma (1848–1907) - 3. Prințul Felix de Bourbon-Parma (1893–1970) ∞ Charlotte, Mare Ducesă de Luxemburg (1896–1985) - 4. Jean, Mare Duce de Luxemburg în retragere (1921-) ∞ Prințesa Joséphine Charlotte a Belgiei (1927-2005) - 5. Henri, Mare Duce de Luxemburg (1955-) ∞ Maria Teresa Mestre y Batista-Falla (1956-) - 6. Guillaume, Mare Duce Ereditar de Luxembourg (11 noiembrie 1981 - ) - 5. Prințesa Margaretha de Luxemburg (1957-) Vezi mai sus - 3. Pr. Zita de Bourbon-Parma (1892–1989) ∞ Carol I, împărat al Austriei, rege al Ungariei și Boemiei (1887–1922) - 4. Otto von Habsburg (1912–2011) ∞ Prințesa Regina de Saxa-Meiningen (1925–2010) - 5. Karl von Habsburg (1961-), Șeful Casei Imperiale a Austriei - 6. Ferdinand Zvonimir von Habsburg (1997-) - 4. Robert, Arhiduce de Austria-Este (1915–1996) ∞ Margherita, Prințesă de Savoia-Aosta (1930-) - 5. Lorenz, Arhiduce de Austria-Este (1955-), Șeful Casei ducale de Modena ∞ Astrid a Belgiei (1962-) - 6. Prințul Amedeo al Belgiei, Arhiduce de Austria-Este, Prinț Moștenitor de Modena (1986-) - 3. Prințul Xavier de Bourbon-Parma (1889-1977) ∞ Madeleine de Bourbon-Busset (1898–1984) - 4. Carlos Hugo, Duce de Parma (1930–2010) ∞ Prințesa Irene a Țărilor de Jos (1939-) - 5. Carlos, Duce de Parma (1970), Șeful Casei ducale de Parma ∞ Annemarie Gualthérie van Weezel (1977-) |